# Siegfried L. Kratochwil
Siegfried L. Kratochwil, né en 1916 à Vienne, et mort en 2005, est un peintre et poète autrichien.

## Biographie
Né en 1916, à Vienne, il fabriquait des outils et passait beaucoup de temps à peindre. Comme beaucoup de peintres naïfs, il a représenté des scènes de la vie quotidienne : les vendeurs de fleurs, le jardin zoologique, les canaux d'Amsterdam et les paysages typiques de la campagne hollandaise. Sa manipulation des couleurs confère à son travail une intimité particulière.